# سوی‌رینگ
سوی‌رینگ شهری در کشور کامبوج است که جزو تقسیمات اداری سوی‌رینگ محسوب می‌شود و جمعیت آن براساس سرشماری سال ۱۹۹۸ میلادی ۲۱٫۲۰۵ نفر بوده که در سال ۲۰۰۵ میلادی به ۲۳٫۸۶۲ نفر افزایش یافته‌است.